# Novadrymadusa kurda
Novadrymadusa kurda är en insektsart som först beskrevs av Boris Petrovich Uvarov 1929.  Novadrymadusa kurda ingår i släktet Novadrymadusa och familjen vårtbitare. Inga underarter finns listade i Catalogue of Life.